# دهستان سینا
دهستان سینا یکی از دهستان‌های استان آذربایجان شرقی است که در بخش مرکزی شهرستان ورزقان واقع شده‌است.